# Pterostenella anatole
Pterostenella anatole är en korallart som beskrevs av Bayer och Carlo de Stefani 1989. Pterostenella anatole ingår i släktet Pterostenella och familjen Primnoidae. Inga underarter finns listade i Catalogue of Life.